# 楊尚奎
楊尚奎（1905年10月24日—1986年7月7日），江西兴国县人。於1952年至1966年的文革前一直担任江西省委第一书记，福州军区第三政委，為中国共产党主管江西党務工作的第二任領導人，其接替陳正人，專責管理江西地區。後曾担任中共中央顾问委员会委员、全国人民代表大会常务委员会委员等职。

## 家庭
妻子水静。